# Єреванський державний лінгвістичний університет ім. В. Я. Брюсова
Єреванський державний лінгвістичний університет імені Валерія Яковича Брюсова — провідний виш Вірменії, що спеціалізується на лінгвістиці та філології. Заснований у 1935 р., розташований в Єревані.

## Історія
- 4 лютого 1935 — заснування «Російського дворічного вчительського інституту»
- 1936 — відкрито відділення німецької мови
- 1937 — відкриті відділення французької та англійської мов
- 1937 — перший випуск вчителів російської мови
- 1940 — вчительський інститут був перейменований в «Єреванський державний російський педагогічний інститут»
- 1948 — відділення німецької, французької та англійської мов перетворені у факультети
- 1955 — ЄДРПІ введений до складу ЄДУ, зберігаючи структурну і навчальну самостійність
- 1962 — інститут виведений зі складу ЄДУ та перейменовано в «Єреванський державний педагогічний інститут російської та іноземних мов ім. В. Я. Брюсова»
- 1979 — 1991 — в інституті діяв факультет підвищення кваліфікації викладачів російської мови і літератури загальноосвітніх шкіл і середніх спеціальних навчальних закладів Вірменської РСР
- 1985 — інститут нагороджено орденом Дружби народів
- 1993 — інститут перейменований в «Єреванський державний інститут іноземних мов ім. В. Я. Брюсова»
- 1999 — при ЄДІІМ відкривається базовий ліцей
- 2001 — рішенням уряду Республіки Вірменія інститут отримує статус університету і перейменований в «Єреванський державний лінгвістичний університет ім. В. Я. Брюсова»

В даний час пост ректора ЄДЛУ займає Сурен Золян. При університеті діє книжкове видавництво «Лінгва».
На магістратурі навчається 465 студентів.

## Факультети
- Факультет іноземних мов
- Факультет російської мови, літератури та іноземних мов
- Факультет загальної лінгвістики та міжкультурного спілкування
- Базовий ліцей

## Кафедри
- Кафедра загального мовознавства
- Кафедра арменоведенія
- Кафедра теорії англійської мови
- Кафедра англійської мови
- Кафедра англійської мови / друга спеціальність /
- Кафедра французької мови
- Кафедра німецької мови
- Кафедра сучасної російської мови
- Кафедра російської літератури
- Кафедра літературознавства та зарубіжної літератури
- Кафедра педагогіки та методики викладання іноземних мов
- Кафедра практичного російської мови
- Кафедра психології
- Кафедра другої іноземної мови
- Кафедра суспільних наук
- Кафедра фізкультури та надзвичайних ситуацій
- Кафедра країнознавства
- Кафедра демократії і прав людини ЮНЕСКО